# マイコプラズマ・ホミニス
マイコプラズマ・ホミニス(Mycoplasma hominis)は、マイコプラズマ属の細菌の一種である。この細菌にはヒトの細胞内に入りこむ能力がある。ウレアプラズマと共に最小の自由生活生物として知られる。
細胞壁がないため、検出にグラム染色は行わない。
骨盤腹膜炎、細菌性膣炎に関連する。また男性の不妊症に関連する。また、性感染症のマイコプラズマ・ホミニス感染症の原因となる。